# Barragem do Maracujá
A Barragem do Maracujá , também chamada de Açude do Maracujá e ainda de Represa do Maracujá, é uma Barragem de terra brasileira, situado no estado baiano e no município araciense, a 12km da sede do município. Construida pela Companhia de Desenvolvimento de Ação Regional - ADA.

## Dados técnicos
A barragem tem trincheira/coroamento de terra e cascalho que mede aproximadamente 300 metros e sangrador com 40 metros (segundo ferramente de medida do Google Maps). 
A barragem foi construida pela ADA (empresa estatal baiana), com boa capacidade de captação de águas, porem é comum em fases de muita chuva o transbordo de excesso que leva ao limente o sistema de escoamento.

## Geografia local

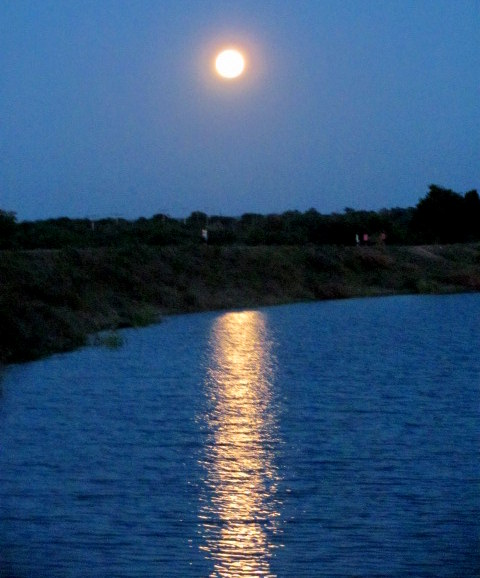
Nascer da lua sobre a trincheira da barragem

- Clima - O clima da região é clima tropical e semiárido. Localizado na faixa da sub-região 3 (agreste).
- Bioma - O bioma encontrado na região é de caatinga e de capoeira mas que ver-se clara mudança de aspecto no entorno da barragem, sangradouro e curso de água, onde há abundância de verde e presença de especies que se desenvolveram pela presença constate de águas e com igualmente maior presença de animais, silvestres e domésticos, especialmente aves, tais como: garças, irerês (lá conhecido por "paturi", socós, biguás (na região conhecidos como mergulhões), abutres, jaçanã, entre muitas outras.

## Economia

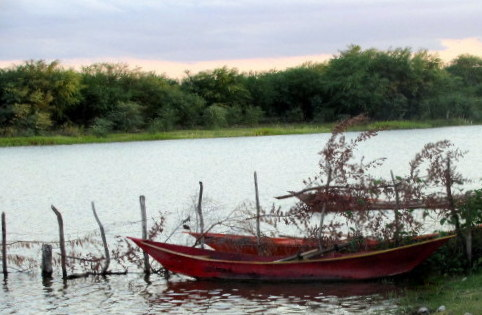
Canoa de pescador às margens da barragem

A barragem do maracujá tem parte relevante na economia de moradores da região uma vez que viabiliza diversos meios de melhoria econômica, tais como:
- Pesca - Fomenta a criação de peixes e a disponibiliza naturalmente diversas especieis dos tipos: tilápias, traíras, piaus, piabas entre outras tantas, a região contato com uma associação dos pecadores da Barragem[6];
- Criação de animais - Cria oportunidade de exploração de diversas especies de animais domésticos, como: gados dos tipos bovinos, ovinos, caprinos; galináceos; etc;
- Agricultura - Possibilidade e dar meios para a exploração de diversas hortaliças às margens da barragem ou por meio da irrigação, para produção em sítios próximos ao corpo de água;
- Comércio - Embora a atividade de comércio não seja alta, pode-se considerar significativa, uma vez que atrai visitantes ao local, dando oportunidade de exploração comercial para moradores da região, seja pela oferta de comidas tipicas com peixes la produzidos, seja ofertas de hortaliças, entre outras.